# Ulric Neisser
Ulric  Richard Gustav Neisser (geboren als Ulrich Neisser; * 8. Dezember 1928 in Kiel; † 17. Februar 2012 in Ithaca) war ein US-amerikanischer Psychologe. Er war Mitglied des Scientific Advisory Boards der False Memory Syndrome Foundation.

## Leben
Ulric Neisser wurde als Sohn des renommierten jüdischen Kaufmanns Hans Neisser und seiner Frau Charlotte geboren. Seine Mutter war eine überzeugte Katholikin mit einem Abschluss in Soziologie, die sich in der deutschen Frauenbewegung engagierte. Unter dem Eindruck eines zunehmenden Antisemitismus entschloss sich Hans Neisser 1933 mit seiner Frau und den Kindern Ulrich und Marianne in die Vereinigten Staaten auszuwandern. Ulrich veränderte seinen Vornamen zu Ulric, weil dieser Name im Englischen besser auszusprechen war und weniger deutsch klang. Er machte 1950 seinen Bachelor an der Harvard University, seinen Master am Swarthmore College und seinen Doktor 1956 an der Harvard University. Danach lehrte er an der Brandeis University, Emory University und der Cornell University. 1989 wurde er in die American Academy of Arts and Sciences und die National Academy of Sciences gewählt.

## Leistungen
Sein Buch Kognitive Psychologie aus dem Jahr 1967 war ein Schlüsselbuch der so genannten kognitiven Wende in der Psychologie. Nach Neisser ist die kognitive Psychologie das Studium, wie Menschen Wissen lernen, strukturieren, speichern und nutzen. In den Folgejahren nahm er eine immer kritischere Haltung gegenüber den Forschungsmethoden der 'kognitiven Psychologie' ein, die er als teilweise 'ökologisch nicht schlüssig' bewertete. Von Neisser stammen die Begriffe Ikonisches Gedächtnis und Echoisches Gedächtnis.
Ein Forschungsschwerpunkt der 1990er Jahre war die Intelligenzforschung und ihre soziale Bedeutung. Er führte den Vorsitz einer task force der American Psychological Association zu den kontroversen Forschungen im Bereiche 'Rasse und Intelligenz'. Bis zu seinem Tode interessierte sich Neisser insbesondere für das Gedächtnis, vor allem die Lebenserinnerungen.

### Aspekte des Selbst
Im Rahmen seiner Persönlichkeitsforschung formulierte er eine bis heute zitierte nuancierte Beschreibung des Selbst:
- Das ökologische Selbst: Sich selbst als unterschieden von allen anderen Personen erkennen und ein Gefühl für den eigenen Körper entwickeln.
- Das interpersonale Selbst: Andere Wesen wahrnehmen und sich in sie hinein fühlen. Sich selber von externen wahrnehmen.
- Das zeitlich ausgedehnte Selbst: Eine Vorstellung der eigenen Zeitachse entwickeln und sich die Vergangenheit sowie die Zukunft vorstellen.
- Das konzeptuelle Selbst: Eine Vorstellung zu seiner Gesamtpersönlichkeit entwickeln, wer man ist, welche Motivationen und Werte man vertritt und welche Vergangenheit mit der eigenen Persönlichkeit verknüpft ist.
- Das private Selbst: Sich seines persönlichen, von anderen nicht einsehbaren Innenlebens und seiner selbst bewusst werden.[4]

## Werke
- Cognitive Psychology. 1967.
  - Kognitive Psychologie. Klett, Stuttgart 1974, ISBN 3-12-926230-X.
- Cognition and Reality. 1976.
  - Kognition und Wirklichkeit. Klett-Cotta, Stuttgart 1996, ISBN 3-608-91808-6.
- Intelligence: Knowns and Unknowns. 1995.
- The Rising Curve: Long-Term Gains in IQ and Related Measures. 1998.